# Roccia Verde (Alpi Cozie)
La Roccia Verde (2.852 m s.l.m.) è una montagna delle Alpi del Monginevro nelle Alpi Cozie. Si trova in Piemonte (Città metropolitana di Torino).

## Caratteristiche

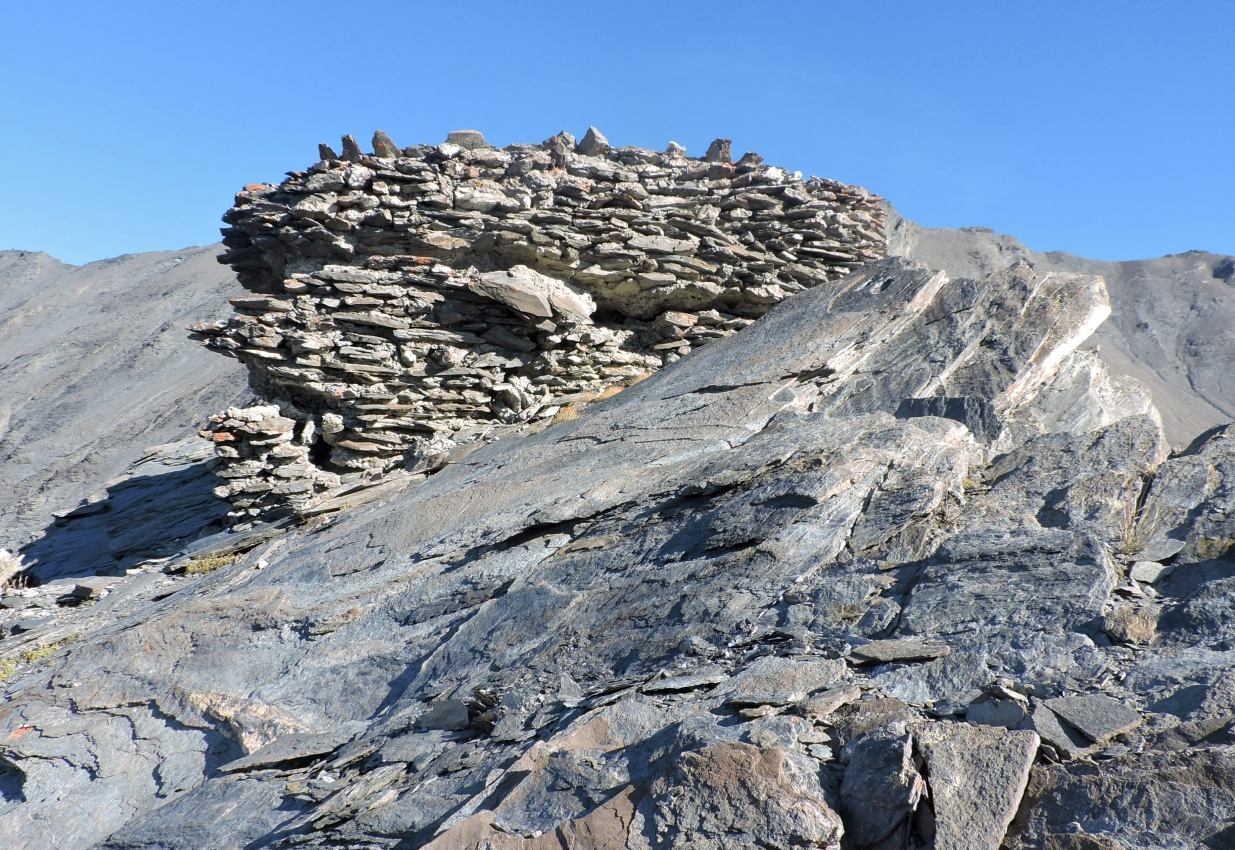
Una fortificazione del Vallo Alpino a breve distanza dalla cima

La montagna è collocata lungo lo spartiacque tra il vallone del Frejus e quello di Rochemolles, entrambi tributari della Dora di Bardonecchia. Verso nord-est il Passo di Roccia Verde (1.818 m) la separa dalla Cima del Vallone, mentre a sud il crinale prosegue con la Punta Melmise per esaurirsi poi nei pressi del centro di Bardonecchia, nel cui territorio comunale la Roccia Verde ricade interamente.. 
Nei pressi del Passo di Roccia Verde è collocata, sul versante che guarda a Rochemolles, una casermetta costruita nell'ambito del Vallo Alpino. Poco a nord del punto culminante della montagna si trovano inoltre fortificazioni in caverna appartenenti al caposaldo Roccia Verde.

## Salita alla vetta
La Roccia Verde viene salita in genere dalla mulattiera ex-militare che parte da Rochemolles passando per il Passo Roccia Verde. La difficoltà di ascensione è valutata di grado E (escursionismo medio), che aumenta ad EE se per scendere a Bardonecchia si passa per il Vallone del Frejus, dove il terreno è di più difficile percorrenza..

## Cartografia
- Cartografia ufficiale italiana dell'Istituto Geografico Militare (IGM) in scala 1:25.000 e 1:100.000, consultabile on line
- Istituto Geografico Centrale - Carta dei sentieri e dei rifugi scala 1:50.000 n. 1 Valli di Susa Chisone e Germanasca '